# Indotritia propinqua
Indotritia propinqua är en kvalsterart som beskrevs av Wojciech Niedbała 1991. Indotritia propinqua ingår i släktet Indotritia och familjen Oribotritiidae. Inga underarter finns listade i Catalogue of Life.